# やまぐちりこ
やまぐち りこ（1990年12月12日 - ）は、日本の元AV女優である。
MINT（ミント）に所属（業務提携）していた。以前は旧芸名の中西里菜名義でAKB48（旧チームA）のメンバーとして活動していた。

## 来歴
- 2005年10月30日、『AKB48オープニングメンバーオーディション』に合格（応募総数7,924名、最終合格者24名）。
- 12月8日、オープニングメンバー候補生のうち20名として、AKB48劇場グランドオープンの舞台に立った（旧チームAに所属）。特に最初期には前田敦子とエース争いをするなど、互いのライバルであった。
- 2006年10月25日、AKB48として「会いたかった」でデフスターレコーズからメジャーデビュー。
- 2007年4月、秋元才加、宮澤佐江とAKB48初の派生ユニット「Chocolove from AKB48」を結成。センターを務めた。
- 2008年10月5日、劇場公演にてAKB48からの卒業を発表。10月11日に開催された『チームA 4th Stage「ただいま恋愛中」リバイバル公演』千秋楽がラストステージとなった。大江朝美、駒谷仁美、戸島花、成田梨紗が同時に卒業を発表している。
- 11月23日に開催された『AKB48 まさか、このコンサートの音源は流出しないよね?』をもって、AKB48を卒業。
- 2009年3月、office48からアイ・クリエイトの芸能部門に移籍。
- 6月、アイプロダクションに移籍。8月にプラチカに業務委託後、10月に移籍し、グラビアアイドルとして活動を開始する[4]。
- 2010年6月6日、芸能活動を休止し地元の大分へ帰郷すると発表した[5]。

- 2010年6月25日発売の「FRIDAY 2010年7月9日号」誌上で、「元AKB48」の「やまぐちりこ」としてヘアヌードグラビアを公開したが、「中西里菜」の名前は出されずに生年月日、血液型、出身地は中西とは別のものとなった。6月25日に、アリスJAPAN専属契約でアダルトビデオ (AV) を8月27日に発売する、と発表された。6月25日は、中西がブログで、持病「腰痛」を理由に芸能活動を休止して帰郷する、と発表した19日後であった。

- 7月1日にデビュー作のサンプル映像がアリスJAPANのウェブサイトに公開されたが、アクセスが急増してサーバに過負荷となり同日中に削除される[6]。発売前の諸宣伝ではアイドル的なイメージシーンが公開されたが、作品内容は本番行為を含むハードコアな通常のAVであった。

- 「1万本売れればヒット」といわれるAV業界で、デビュー作は発売1か月で8万本超を販売し[7]、以後順次発売されたDVD作品3作は大手通販サイト[8]のアダルトビデオ売り上げで上位3位を独占し、話題性を裏付けた。

- 8月27日、同日発売の作品（アリスJAPAN専属契約）でやまぐちりことしてAVデビュー[9][10]。

- 2010年9月24日発売の週刊文春で、関係者と音信不通状態になっていると報じられた[11]。AVプロダクションの責任者は、音信不通の報道を否定したが「彼女の動向について細かい話はNG」と回答した[12]。

- その後、SODクリエイトと専属契約となった際のインタビュー[13]に本人が登場、撮影のために「南の島に1週間いた」と発言し騒動が収束する。その作品は後に発売された。

- 2011年1月、AVデビュー後初めてのイベントが大阪と東京で開催[14]。AKB48時代からの古参ファン[15][16]やAKB48劇場のカフェで働いていた女性も参加しており[17]、東京では顔馴染みのファンを見た瞬間に号泣したと言う[17]。「昔から応援してくれている人も最近ファンになった人もたくさん来てくれて、うれしかったです」と挨拶し、りことしてのデビュー後初めて公の場で抑制的ながら「アイドル」ではなく「元AKB48メンバー」であることを前提とした発言をした[17]。

- 2012年3月8日、引退作品を発売。
- 11月11日に結婚[18][19]。
- 2013年2月10日に出産[18][19]。
- 6月13日 - ブログにて既に結婚していることを公表[20][21]。
- 2016年4月8日、AKB48劇場にて行われた「高橋みなみ卒業特別公演 〜10年の軌跡〜」を観覧。公演は未出演だが、夏まゆみや1期生と共に記念撮影に参加しており、夏のブログに写真が掲載された[22]。

## 人物像
アリスJAPANの公式プロフィールによると、趣味は歌・ダンス、特技はお菓子作りとしている。やまぐちりくは実妹。ブログによると自宅に犬がいる。

### 初体験
AKB48メンバー時代の17歳の時に、特に深い交際関係ではない年齢が二回り上の同業界の男性と、シティホテルで初体験した。以後AVデビューまで性交渉しておらず、『日本中が待望した国民的アイドルやまぐちりこAV DEBUT』内で、彼の陰茎は「18センチメートルくらい」「陰茎はこの1本しか知らない」と語る。小学生の頃からアイドルに憧れており異性と交際はいけないと決めて地元時代は交際を断り、キスの経験もなかった。AKB48時代も多忙で恋愛できなかったと語る。

### アダルトビデオ出演について
AVデビューを決めたきっかけについて「すごく悩んだ」「どうしても叶えたい夢があったので、それがチャンスになればいい」「歌がずっと好きなので、歌うことがいつかできたらいいなと」と語り、アダルトビデオは最終目標ではないとしている。
一連のデビュー経緯について、のちに発行された「月刊ソフト・オン・デマンド2011年1月号増刊」のインタビュー記事で、体調が悪くなった2009年頃からアイドルを辞めようと思い、「デビューが決まったのは（2010年）6月末頃」「たまたま街に出た時にスカウトされた」としている。一方で「デビュー前に6作分の撮影済み」とするAVプロダクション関係者の発言もある。

## エピソード
AKB48時代の所属事務所office48は、AV出演とヌード写真集出版は事務所を辞める際に交わした「AKB48のイメージを傷つけるような仕事を3年間は行わない」「合意解約書」に署名・捺印した契約に反しているとして、「DEPARTURE」の出版である双葉社に出版差し止めの仮処分命令を出すよう東京地方裁判所へ2010年7月1日に申し立てたが認められなかった。元所属事務所の代理人弁護士は、申し立ては前述の主張と「本当にヌード写真集を出版したいのか、本人の意志を確認する意味もあった」と話している。

## 作品
以下の作品がある。

### アダルトビデオ
やまぐちりこのアダルトビデオ作品は、りくとの共演作と総集編を除き全作品の著作権を所属事務所の株式会社BELLTECHが保有しており、引退作に同時収録されている総集編も本編の発売元に関わらず収録されている。各社発売順に数字リストとした。
アリスJAPAN
1. 日本中が待望した国民的アイドルやまぐちりこAV DEBUT（2010年8月27日）DV-1184
2. 敏感なカラダ。ピクピクしちゃった やまぐちりこ（2010年9月24日）DV-1194
3. 本能を呼び覚ます濃厚なる4つのSEX やまぐちりこ（2010年10月22日）DV-1204
4. 出会って2.5秒で合体 やまぐちりこ（2010年11月26日）DV-1213
5. 終わらないお掃除フェラ やまぐちりこ（2010年12月24日）DV-1222

SODクリエイト
1. やまぐちりこ 超極小モザイクDebut!!（2011年1月8日）STAR-255
2. 国民的アイドルやまぐちりこ 学園コスプレ×超極小デジタルモザイク超豪華3時間スペシャル（2011年2月5日）STAR-256
3. 僕の奥さんは国民的アイドルやまぐちりこ （2011年3月5日）STAR-261
4. やまぐちりこ 国民的アイドルは変態プレイがお好き!? （2011年4月7日） STAR-268
5. やまぐちりこ エッチ中も、フェラ中も、何をされても絶対にカメラ目線!! （2011年5月7日） STAR-281
6. やまぐちりこ 国民的アイドル、性欲、覚醒（2011年6月4日） STAR-288
7. 国民的アイドルやまぐちりこ ラブラブ同棲日記（2011年7月7日） STAR-296
「AVデビュー時に撮影された『幻の作品』」との触れ込みで発売。
この作品の映像の一部は後のSDDS-024においてアリスJAPANの初期作と同じディスク（Disc3）に収録された。
8. 最初で最後の姉妹共演 やまぐちりこ やまぐちりく（2011年12月8日）STAR-323
やまぐちりくと姉妹共演
9. やまぐちりこ やまぐちりく AV引退（2012年3月8日）SDDS-024
姉妹の単独AV全作品から選り抜いた映像と新作を収録した5枚組10時間のDVD-BOX。単品DVDと同等の定価2,980円。
協力：アリスJAPAN、株式会社BELLTECH。

#### 総集編
SODクリエイト
1. ザ ベスト オブ SOFT ON DEMAND 2011年下半期全作品 8時間 2枚組（2012年2月9日）SDDL-481
他の女優作品を含む選り抜き総集編。

### 写真集
1. DEPARTURE（2010年7月10日、双葉社 撮影：篠原潔）ISBN 978-4575302417
2. りこぉる（2010年12月17日、双葉社 撮影：大橋ケンイチ）ISBN 978-4575302851
3. rico-riku やまぐちりこ×やまぐちりく写真集（2011年11月9日、イースト・プレス）ISBN 978-4781607139 ※やまぐちりくと姉妹共演

### 雑誌（グラビア）
- FRIDAY（2010年7月9日号・16日号、講談社）
- 月刊ソフト・オン・デマンド 1月号増刊 ソフト・オン・デマンドDVD Vol.1 （2010年12月8日、ソフト・オン・デマンド）

### イベント
- やまぐちりこシークレットイベント
SOD通販サイトで参加チケット付きDVDが限定発売された。東京は本人の体調不良により1月15日から29日に変更されている。場所は「都内（市内）某所」として公表されなかったが、イベント後には一部マスメディアで報道されたり参加者撮影の写真がウェブ上にアップロードされている。
  - 2011年1月22日：大阪・心斎橋 パールガーデン（結婚式場）[33]
  - 2011年1月29日：東京・上野 オークラ劇場（成人映画館）[17]

## 外部サイト
全て成人向けサイト
- やまぐちりこ 公式情報ブログ
- BELLTECH